# La Maison dans la forêt (film)
La Maison dans la forêt est un film muet français réalisé par Jean Legrand, sorti en 1922.

## Fiche technique
- Réalisation : Jean Legrand
- Scénario : d'après le roman d'Henry Wood
- Photographie : Marcel Grimault, Paul Parguel
- Sociétés de productions :   Films A. Legrand et  Vita-Film
- Pays de production :  France
- Format : Noir et blanc — 35 mm — 1,33:1 — Muet
- Dates de sortie : 
  - France : 20 octobre 1922

## Distribution
- Christine Lorraine
- Jean Angelo
- Silia Gry
- Constance Worth : Rose Turner
- Sylvia Gray : Lucy Gleeve
- Gerald Ames
- Constance Wooth
- Pauline Schweighofer